# Осипенко, Василий Афанасьевич
Василий Афанасьевич Осипенко (1937, Киевская область, УССР — январь 2016, Владивосток, Приморский край, Россия) — бригадир монтажников строительного управления № 11 Владивостокского домостроительного комбината, полный кавалер ордена «Трудовой Славы», награждён медалью «За доблестный труд». Являлся полным кавалером ордена Трудовой Славы.

## Биография
Родился в 1937 году в Киевской области. Окончил неполную среднюю школу и ремесленное училище
С 1954 года — слесарь завода имени К. Е. Ворошилова, служил в Советской армии. После увольнения из Советской армии работал слесарем, монтажником, матросом Управления «Востокрыбхолодфлот».
С 1966 года — монтажник, бригадир монтажников строительного управления № 11 Владивостокского домостроительного комбината.
Указом Президиума Верховного Совета СССР от 21 апреля 1975 года № 37343 награждён орденом «Трудовой Славы» 3 степени.
Указом Президиума Верховного Совета СССР от 12 мая 1977 года № 3090 награждён орденом «Трудовой Славы» 2 степени.
Указом Президиума Верховного Совета СССР от 07 января 1983 года № 27 награждён ордена «Трудовой Славы» 1 степени.
Являлся полным кавалером ордена Трудовой Славы.
Умер в 2016 году во Владивостоке.